# 誕生日の夜
｢誕生日の夜｣（たんじょうびのよる）は、原由子の楽曲。自身の3作目のシングルとして、Invitationから7インチレコードで1982年3月21日に発売された。
1993年7月21日と1998年2月25日に8cmCDとして再発売されている。2016年12月12日からは主要配信サイトにてダウンロード配信、2019年12月20日からはストリーミング配信が開始されている。

## 背景・リリース
前作「うさぎの唄」から、ちょうど8か月ぶりとなるシングル作品。
Invitationレーベルからのリリースは本作が最後で、次作からはサザンオールスターズのプライベートレーベルであるタイシタレーベルからの発売となる。

## 収録曲
- 収録時間：7:54

1. 誕生日の夜 (3:24)
（作詞・作曲:原由子　編曲:HARABOSE）
2. I’ll Be Good To You (4:30)
（作詞・作曲・編曲:HARABOSE）
アーティストとしての名義は原のみだが、夫の桑田佳祐とのデュエット曲[4]。

## 参加ミュージシャン
- HARABOSE
  - 原由子：Keyboard, Vocal
  - 斉藤誠：Guitars, Chorus
  - 国本佳宏：Keyboard, Chorus
  - 山村哲也：Bass, Chorus
  - 宮田繁男：Drums, Chorus
  - 今野拓郎：Percussions
  - 桑田佳祐：Chorus

## 収録アルバム
| 曲名                | 作品名         |
| ------------------- | -------------- |
| 誕生日の夜          | アルバム未収録 |
| I’ll Be Good To You | Loving You     |